# Гркіне
46°04′ пн. ш. 17°04′ сх. д. / 46.07° пн. ш. 17.07° сх. д.
Гркіне (хорв. Grkine) — населений пункт у Хорватії, у Копривницько-Крижевецькій жупанії у складі міста Джурджеваць.

## Населення
Населення за даними перепису 2011 року становило 131 осіб.
Динаміка чисельності населення поселення: